# Tabor samochodowy

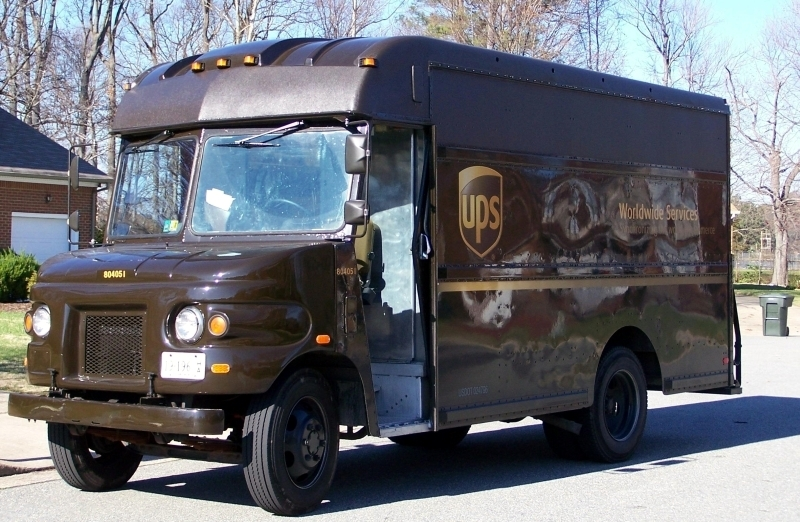
Samochód dostawczy firmy United Parcel Service

Tabor samochodowy (in. flota samochodowa, flota pojazdów) – zespół wszelkich środków samochodowych w ramach jednego przedsiębiorstwa, które mogą służyć różnym celom np. tabor autobusowy, tabor maszyn drogowych. Ze względu na rodzaj pojazdu tabor dzieli się na: osobowy i ciężarowy.